# Фирмата
„Фирмата“ (на английски: The Firm) е американски филм от 1993 година, криминален трилър на режисьора Сидни Полак по сценарий на Дейвид Рейб, Робърт Таун и Дейвид Рейфил, базиран на едноименния роман на Джон Гришам.
В центъра на сюжета е начинаещ адвокат, който започва работа за кантора, която се оказва свързана с мафията, след което е изнудван и от работодателя си, и от Федералното бюро за разследване, които искат той да им съдейства отвъд задълженията си за конфиденциалност към клиентите. Главните роли се изпълняват от Том Круз, Джийн Трипълхорн, Джийн Хекман, Ед Харис.
„Фирмата“ е номиниран за награди „Оскар“ за поддържаща женска роля (на Холи Хънтър) и за оригинална музика.